# Villa Bosch (Heidelberg)

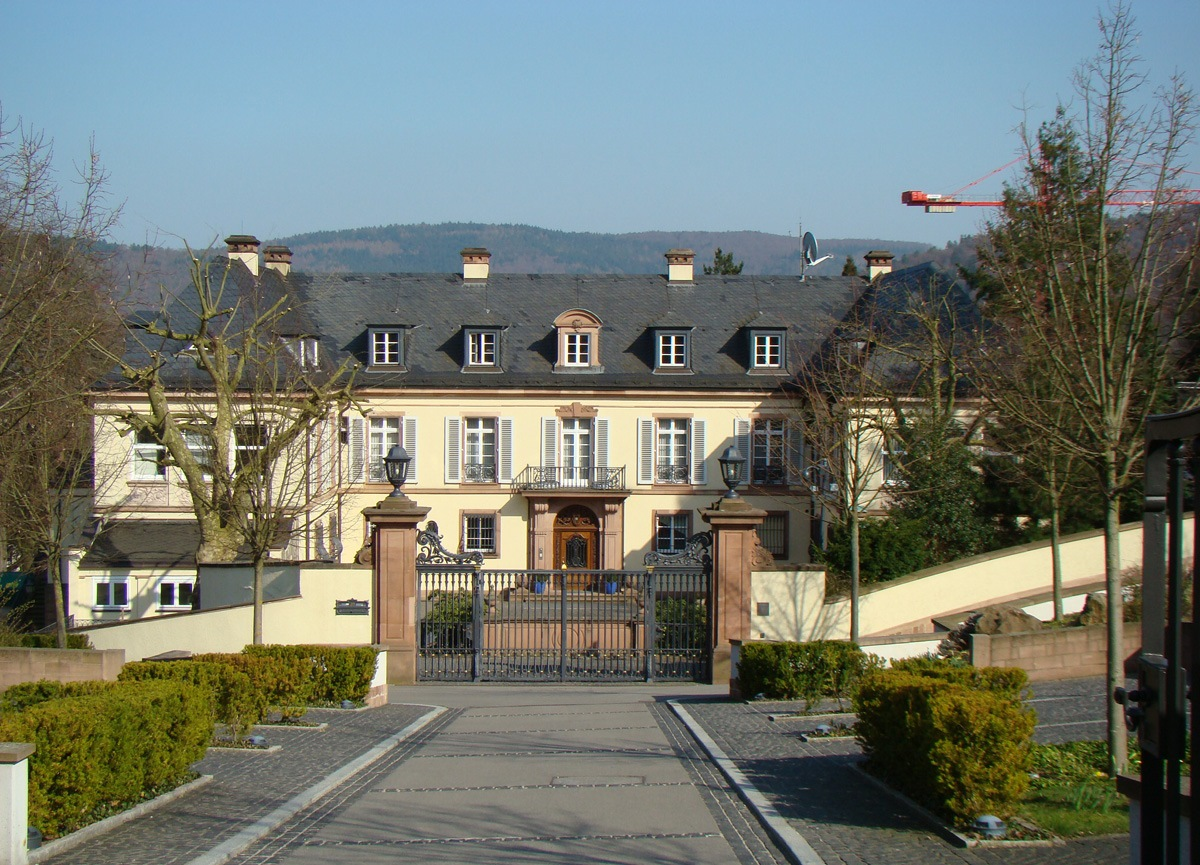
Villa Bosch

Die Villa Bosch ist ein umgenutztes ehemaliges großbürgerliches Wohnhaus in Heidelberg, Schloß-Wolfsbrunnenweg 33, das seit langem unter Denkmalschutz steht und 1997 darüber hinaus in die Liste der besonders schutzwürdigen Denkmale eingetragen wurde.

## Geschichte
Das repräsentative Landhaus samt Nebengebäuden wurde 1922 im Auftrag des Ludwigshafener Chemie-Unternehmens BASF für ihren Vorstandsvorsitzenden, den Chemiker und Nobelpreisträger Carl Bosch, erbaut. Der Architekt des Gebäudes ist nicht bekannt.
Nach dem Zweiten Weltkrieg diente die Villa Bosch zunächst den US-amerikanischen Streitkräften als Unterkunft für hochrangige Militärs. Für eine kurze Zeit residierte hier auch General Dwight D. Eisenhower als Militärgouverneur der Amerikanischen Besatzungszone. Später diente sie einige Jahre einem Heidelberger Unternehmen als Sitz.
1967 übernahm der Süddeutsche Rundfunk (SDR) die Villa, um hier sein Studio Heidelberg-Mannheim einzurichten. 1994 entschied sich der SDR zum Verkauf der Villa. Neuer Besitzer wurde der SAP-Mitgründer Klaus Tschira, der das Gebäude als Sitz für seine geplante Stiftung nutzen wollte und dafür zahlreiche Restaurierungs-, Renovierungs- und Modernisierungs-Arbeiten vornehmen ließ. Letztendlich erstand die Villa Bosch zur Jahresmitte 1997 im historischen Erscheinungsbild wieder, jedoch mit moderner Infrastruktur. Seither ist sie Sitz der Klaus Tschira Stiftung.
Das Studio Villa Bosch ist das ehemalige Studiogebäude des Süddeutschen Rundfunks im Garten der Villa Bosch, das in ein modernes, barrierefreies Tagungszentrum umgebaut wurde. Derzeit wird das Tagungszentrum nicht vermietet (Stand August 2024).
Zum historischen Gesamtkomplex gehört auch Boschs ehemaliges Garagenhaus, das 300 Meter westlich steht (Schloß-Wolfsbrunnenweg 46). In diesem Gebäude befindet sich heute das Carl Bosch Museum Heidelberg.

## Referenzen
1. ↑  Villa Bosch in der Datenbank Bauforschung/Restaurierung des Landesamtes für Denkmalpflege Baden-Württemberg, siehe Abschnitt Bauphasen.
2. ↑  Kontakt klaus-tschira-stiftung.de
3. ↑  Tagungszentrum Studio Villa Bosch studio-villa-bosch.de (archivierte Website, Stand 2020).
4. ↑  Tagungszentrum Studio Villa Bosch studio-villa-bosch.de, abgerufen am 28. August 2024.

Koordinaten: 49° 24′ 57″ N, 8° 44′ 4″ O